# Félix Le Peletier de La Houssaye
Pour les autres membres de la famille, voir Famille Le Peletier.
Félix Le Peletier de la Houssaye était un homme d'État français né le 25 mars 1663 à Paris et mort le 20 septembre 1723.

## Biographie
Le Pel(l)etier de la Houssaye était issue d'une famille de robe au service de la royauté depuis des décennies. Fils de Nicolas Le Pelletier de La Houssaye, maître des requêtes et de Catherine Le Picart de Périgny, il était un cousin utérin du chancelier d'Aguesseau (fils d'Henri d'Aguesseau et de Claire-Eugénie Le Picart de Périgny). Sa sœur, Catherine Le Pelletier de La Houssaye, épousa Michel-Jean Amelot. 
Il suivit une importante formation juridique avant de devenir conseiller au Châtelet, puis au Parlement en 1687. Il devint ensuite procureur de la commission établie pour les affaires de l'ordre de Saint-Lazare. En 1694, il devint intendant à Soissons, où il dut lutter contre la crise de subsistance et contre les protestants. Intendant de Rouergue, puis de Montauban de 1698 à 1700, il occupa ensuite l'intendance d'Alsace, à Strasbourg, de 1700 à 1715. Son administration fut particulièrement remarquable, puisqu'il parvint à résoudre de graves problèmes financiers et à surmonter les innombrables désordres engendrés par la guerre de Succession d'Espagne ssans compter les crises de subsistance des années 1708-1710 dues aux hivers particulièrement rigoureux. En 1715, il quitta son poste après avoir refusé d'être ambassadeur au congrès de Bade qui mettait fin à la guerre avec l'Empire.
Sous la Régence, la protection de son cousin d'Aguessau lui permit d'entrer dans l'entourage du duc d'Orléans, dont il administra les biens. Aussi, dans le cadre du système de la polysynodie, le Régent le nomma-t-il au Conseil de finances. Il y fut chargé de gérer l'administration militaire, la monnaie, la marine, les bâtiments royaux, etc.
Comme d'autres membres du Conseil de finances (Baudry, Gaumont, Rouillé du Coudray, Lefèvre d'Ormesson, Fagon), du Conseil de la guerre (Barberie de Saint-Contest, Le Blanc) et du Conseil du dedans (Roujault), il est un des organisateurs de l'opération du visa de décembre 1715-janvier 1716, qui consiste à vérifier les dettes de l'Etat, dans le but avoué de les réduire.
Il devint garde des sceaux en 1719. Après la chute de John Law et l'intérim de Michel Robert Le Peletier des Forts, il fut nommé contrôleur général des finances le 12 décembre 1720. Il devint aussi prévôt maître des cérémonies de l'ordre du Saint-Esprit le 25 mars 1721.
Aux Finances, Le Peletier de la Houssaye forma une équipe chargée de redresser une situation financière catastrophique. Il s'adjoignit ainsi Henri Lefèvre d'Ormesson, Jean-Baptiste de Gaumont, Charles Gaspard Dodun et son propre fils Félix Claude. Mais face à la banqueroute générée par l'écroulement du système de Law, il ne put rien faire et son ministère marqua le retour en grâce des fameux frères Pâris. Ces derniers s'emparèrent alors véritablement des affaires en liquidant le Système. Ils firent ainsi diminuer considérablement le volume de papier-monnaie mis en circulation. Cependant, toutes ces mesures ne furent pas suffisantes et l'état au vrai de 1721 accusait encore un fort déficit. Le 21 avril 1722 Le Peletier finit par remettre sa démission tandis que des bouleversements ministériels se préparaient. Son bref passage aux affaires a surtout été marqué par ses aventures galantes, très connues de la Cour.
Il mourut peu après, le 20 septembre 1723 à Paris.
Il est le père de Félix Claude Le Peletier de La Houssaye de Signy (1692-1748), intendant des finances de 1722 à 1748.